# Cryptotreta
Cryptotreta este un gen de muște din familia Tephritidae.

Cladograma conform Catalogue of Life:
| Cryptotreta | \| \| Cryptotreta cislimitensis \| \| \| \| \| \| Cryptotreta pallida \| \| \| \| |
|             | \| \| Cryptotreta cislimitensis \| \| \| \| \| \| Cryptotreta pallida \| \| \| \| |
|             | Cryptotreta cislimitensis                                                         |
|             |                                                                                   |
|             | Cryptotreta pallida                                                               |
|             |                                                                                   |